# Rokycany – vojenské cvičiště
Rokycany – vojenské cvičiště je evropsky významná lokalita přibližně dva kilometry jihozápadně od města Rokycany v Plzeňském kraji. Celková rozloha území činí 66,2522 ha. Veřejně přístupná pěšina rozděluje pastvinu na dvě části, návštěvníci mohou využít vyhlídkovou lávku.
Oblast leží na jižním okraji města Rokycany v bývalém vojenském prostoru, konkrétně v části vojenského cvičiště, který byl ve 20. století využíván Armádou ČR jako chemické cvičiště a depozit.
V roce 2005 bylo území bývalého vojenského cvičiště vyhlášeno za evropsky významnou lokalitu v rámci soustavy chráněných území NATURA 2000. Důvodem zařazení této lokality do seznamu je zachování mokřadů s populací chráněné kuňky žlutobřiché.
Na území nalezneme i jiné významné chráněné druhy jako kosatec sibiřský nebo modráska bahenního. Součástí jsou i zubři evropští, exmoorští koně a jeleni evropští, kteří byli dovezeni, aby svým spásáním a pohybem zamezovali zarůstání území.

## Historie
Evropsky významná lokalita se rozkládá v bývalém vojenském prostoru, který byl až do konce 20. století využíván Armádou ČR. Jednalo se o kasárny, které se nacházely na jižní hranici města Rokycany, a k nim jihozápadně přiléhající depozit a vojenské a chemické cvičiště.
V listopadu 1997 vzniklo na místě kasáren Muzeum na demarkační linii založené Nadací pozemního vojska AČR. 
Oblast původně chemického cvičiště získávalo město Rokycany postupně. V roce 2005 Ministerstvo obrany navrhlo městu Rokycany bezúplatný převod Depozitu formou darovací smlouvy. V lednu 2006 došlo k finálnímu odsouhlasení vlády k převodu území Depozitu do vlastnictví města Rokycany. V srpnu 2005 městská rada odsouhlasila odkoupení státních pozemků za Depozitem, tedy území vojenského cvičiště. 

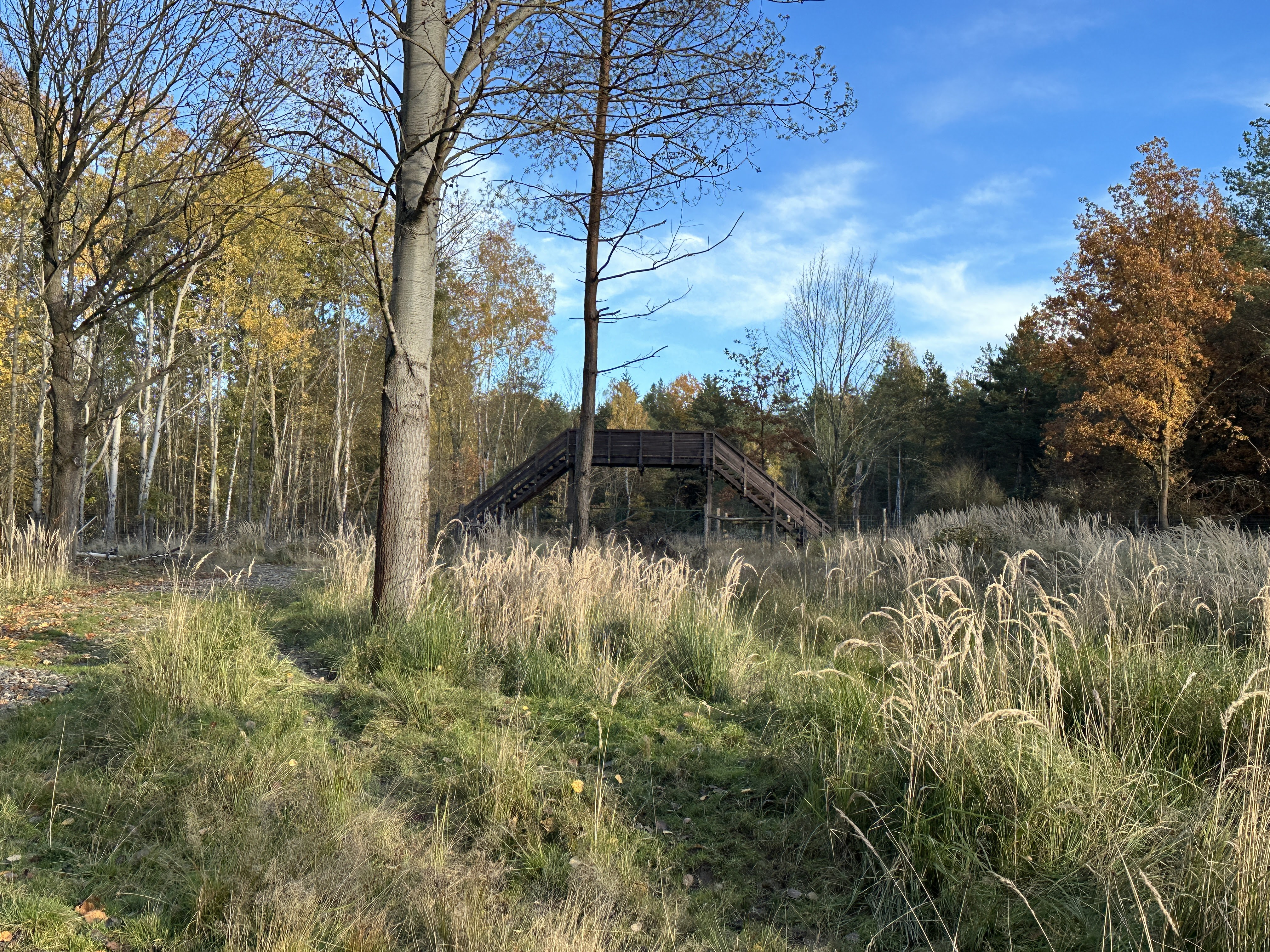
Lávka s vyhlídkovým místem

V průběhu roku 2004 byla část území zařazena do seznamu chráněných území NATURA 2000 jako evropsky významná lokalita. Město v červnu odmítlo souhlas s územním vymezením chráněného území, ovšem Ministerstvo životního prostředí 25. srpna rozhodlo, že oblast zůstává v seznamu evropsky významných lokalit. V roce 2005 se území stalo evropsky významnou lokalitou soustavy Natura 2000. Dne 27. března 2008 byla městu zaslána plzeňským krajským úřadem vyhláška, díky které lze evropsky významnou lokalitu prohlásit za chráněnou. V rámci bývalého vojenského prostoru evropsky významná lokalita zahrnovala dlouhý pás od jižního okraje bývalých nových kasáren až k okraji polesí Kotel. Oblast nezahrnovala areál bývalého Depozitu a chemického cvičiště.
V roce 2018 odkoupil od města větší část území (cca. 52 hektarů) nynější majitel Robert Beneš. Pastevní rezervaci založil v roce 2019 a rozdělil ji na dvě části o velikosti 36 a 16 hektarů. Části jsou od sebe rozdělené oplocením a pěšinou pro veřejnost, přičemž je spojuje lávka s vyhlídkovým místem. Pro přípravu místa na vytvoření vhodného prostředí bylo nutné území zbavit odpadu, který se zde nacházel díky dřívějším černým skládkám a větrem zavanutého odpadu z nedaleké skládky v Němčičkách. Do větší části oploceného území byli za pomoci neziskové organizace Česká krajina dovezeni exmoorští koně a zubři evropští, kteří jsou přínosem pro spásání vegetace.

## Přírodní poměry
Území se rozprostírá na úbočí vrchu Kotel v nadmořské výšce 380 - 420 metrů. Na západní straně tvoří hranici se skládkou Němčičky Rakovský potok. Jihovýchodní hranice sahá až k lesu v blízkosti vrchu Kotel.
Lokalita se rozkládá v katastrálním území obcí Kamenný Újezd u Rokycan a Rokycany. Území bylo v roce 2005 zařazeno do soustavy evropsky chráněných lokalit NATURA 2000.

### Geologie
Území spadá do středočeské oblasti bohemikum a moldanubikum. Tyto dvě jednotky rozděluje zlomová prohlubeň (křemenný val). Bohemikum je tvořeno nemetamorfovanými horninami a slabě metamorfovanými sledy sedimentárních hornin staršího paleozoika v oblasti Barrandienu. Moldanubikum je složeno ze silně metamorfovaných hornin prekambria a paleozoika.
Geologické složení Rokycanské pahorkatiny tvoří kvartérní sedimenty - jílovité břidlice, písky a hlíny.

### Geomorfologie
Území je dle geomorfologické členění součástí Hercynského systému, subsystému Hercynské pohoří, subprovincie Podberounské, oblasti Plzeňská pahorkatina, celku Švihovská vrchovina, podcelku Rokycanská pahorkatina a okrsku Rokycanská kotlina.
Reliéf Rokycanské pahorkatiny tvoří mírně skloněný terén k severu, bez větších nerovností s drobnými depresemi po činnosti armády. Bývalé vlhké louky, dříve využívané jako vojenské cvičiště, jsou značně pozměněny. Hloubením zákopů zde vzniklo mnoho malých i větších tůní.
Střední nadmořská výška se pohybuje okolo 420 metrů a nejvyšší bod Kotel dosahuje nadmořské výšky 575 metrů. Celková rozloha Rokycanské pahorkatiny činí 12 924 ha. 

### Půdy
Vyskytují se zde zeminy s vysokým obsahem jílu. Zemina obsahuje jílovité (prachovité) břidlice s četnými vložkami metabazaltů a silicitů („buližníků”). Svrchní půdní horizont byl částečně přeměněn vlivem lidské činnosti.

### Hydrosféra
Rakovský potok, který tvoří na západní straně hranici mezi pastvinou a skládkou, pramení v okolí vesnice Raková a vede severozápadním směrem po úbočí vrchu Kotel, přes Rokycany, na jejichž konci se stává levostranným přítokem řeky Klabavy. 

### Podnebí
Poloha lokality z hlediska klasifikace spadá do klimatické oblasti MT10 (mírně teplá 10).  Jedná se o klimatickou jednotku v mírně teplé oblasti, která se vyznačuje střídáním čtyř ročních období. Léto je dlouhé, teplé, mírně suché, přechodná období podzim a jaro jsou mírně teplá a krátká. Zima je charakterizována jako velmi suchá, mírně teplá s krátkým trváním sněhové pokrývky. 

### Flóra
Velkou část území tvoří bezlesí. Severní polovina je tvořena vlhkými loukami s travnatým porostem, kde se hojně vyskytuje kosatec sibiřský (Iris sibirica). V této části je poměrně pomalá sukcese způsobena zarůstáním křovinatými vrbami.
Vedle dříve zmíněného kosatce sibiřského (Iris sibirica), který je zařazen do červeného seznamu IUCN,  se v oblasti vyskytují druhy též v seznamu zahrnuty  jako žluťucha lesklá (Thalictrum lucidum), bradáček vejčitý (Listera ovata), upolín nejvyšší (Trollius altissimus) a vemeník dvoulistý (Platanthera bifolia), který je chráněn i zákonem jako ohrožený druh. Zákonem chráněný druh, jež je zde také zastoupen, je prstnatec májový (Dactylorhiza majalis). Dále zde můžeme najít běžněji vyskytující se druhy: ocún jesenní (Colchicum autumnale) a krvavec toten (Sanguisorba officinalis). 
Dřevinná vegetace v jižní části území je zde smíšená. Zástupci jehličnatých dřevin jsou smrk ztepilý (Picea abies), borovice lesní (Pinus sylvestris). Listnaté dřeviny jsou zastoupeny topolem osikou (Populus tremula), břízou bělokorou (Betula pendula) a vrbou jívou (Salix caprea).  Díky těmto dřevinám dochází k poměrně rychlé sukcesi. 

### Fauna

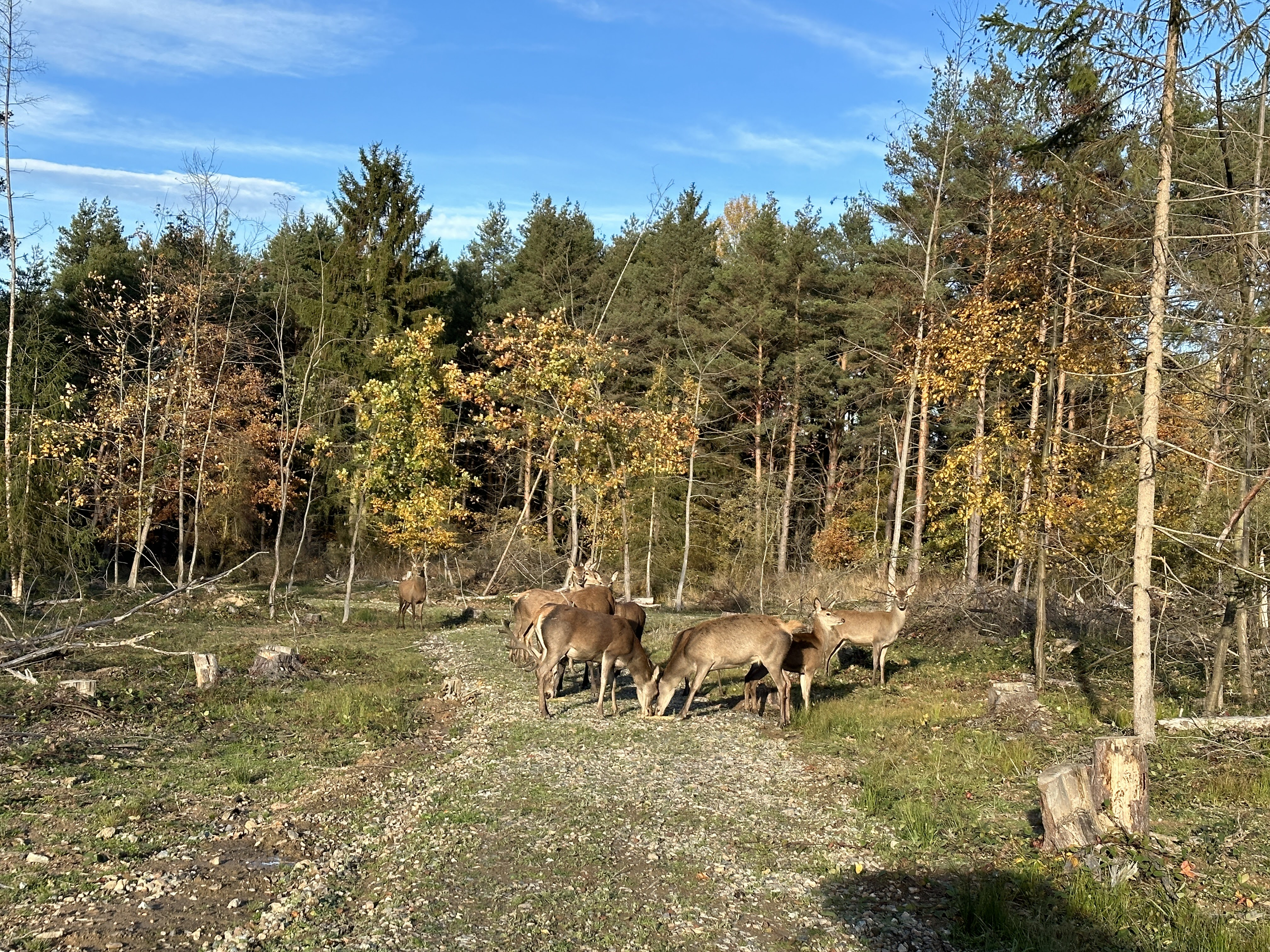
Stádo laní a samec jelena evropského

V jižní části se nachází plocha poměrně narušená lidskou činností s velkým množstvím tůněk, kde žije populace kuňky žlutobřiché (Bombina variegata).
Mimo výše zmíněnou kuňku žlutobřichou (Bombina variegata), která je předmětem ochrany území rezervace, se na území vyskytují: čolek obecný (Lissotriton vulgaris), skokan štíhlý (Rana dalmatina), ropucha obecná (Bufo bufo), užovka obojková (Natrix natrix), slepýš křehký (Anguis fragilis) a ještěrka obecná (Lacerta agilis Linnaeus). Díky nedalekému Rakovskému potoku, tvořící západní hranici, v lokalitě narazíme i na raka kamenáče (Austropotamobius torrentium).  Z motýlů zde najdeme okáče lučního (Maniola jurtina) či modráska bahenního (Phengaris nausithous), který je vázán na výskyt krvavce totenu (Sanguisorba officinalis). 
Do rezervace (obory) byly dovozeny druhy: zubr evropský (Bison bonasus), exmoorský pony  (Equus ferus f. caballus) a jelen evropský (Cervus elaphus).

## Ochrana přírody

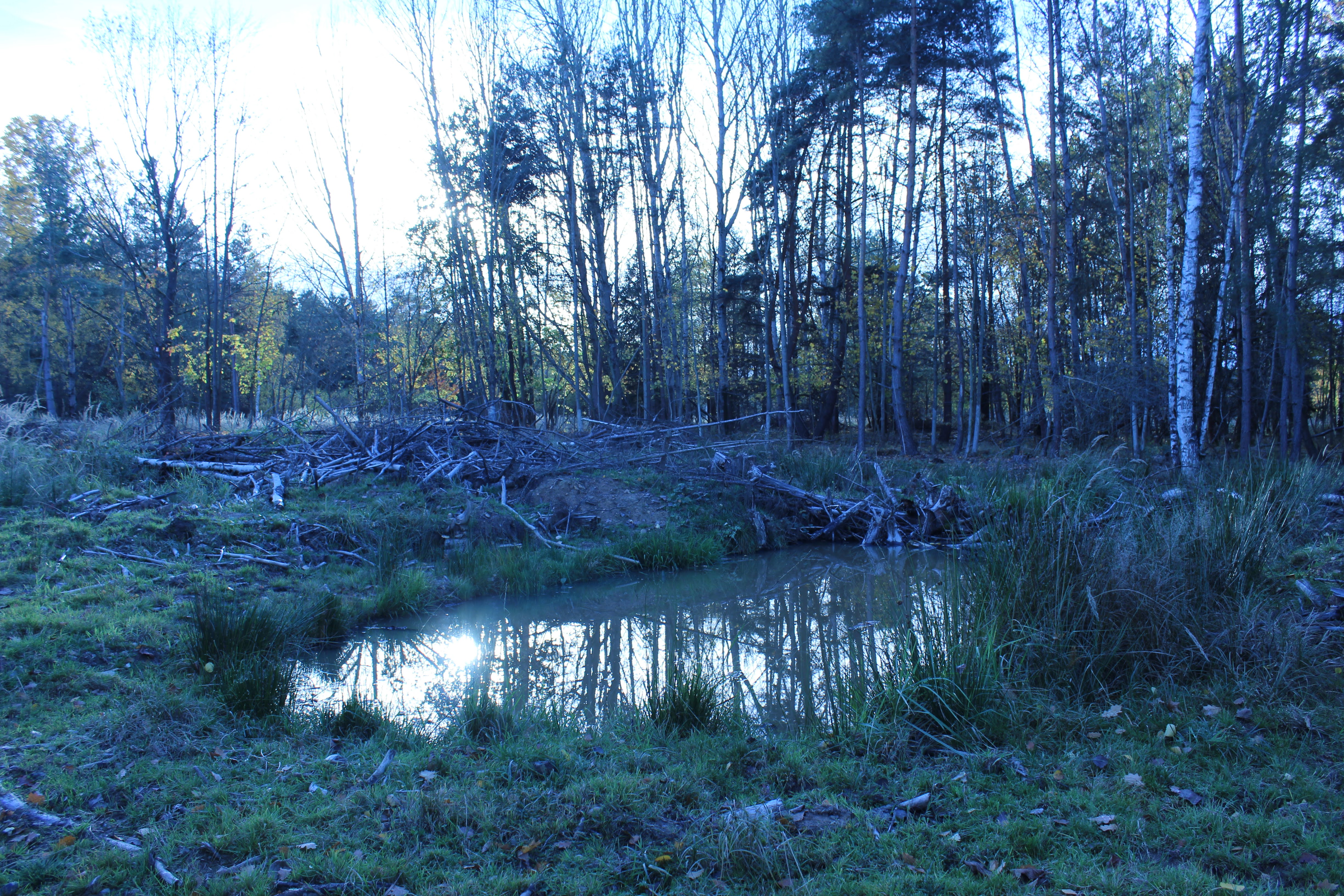
Tůňky – stanoviště kuňky žlutobřiché

V dubnu 2005 bylo území oficiálně vyhlášeno jako území soustavy evropsky významných lokalit NATURA 2000. Předmětem ochrany se stala kuňka žlutobřichá (Bombina variegata). Kuňka žije v zatopených příkopech, kalužích a tůňkách, které vznikly v lokalitě díky armádní činnosti. V kategorii zákonné ochrany je zařazena jako silně ohrožený druh a je součástí červeného seznamu IUCN. Většinu roku tráví ve vodě, kde se páří a následně naklade vajíčka. Kuňka je velmi náchylná na znečištění vodního prostředí. Na území evropsky významné lokality je znečištění tůněk pravidelně kontrolováno. Při větším znečištění vlivem okolního prostředí jsou v blízkosti vybudovány nové tůňky, do kterých populace kuňky přirozeně migruje.
Počátek založení a budování pastviny Přírodní rezervace Vojenské cvičiště se datuje od roku 2019, kdy její části od Ministerstva obrany a od města Rokycany odkoupil a spojil nynější majitel Robert Beneš.
Do oploceného území Přírodní rezervace Vojenské cvičiště byli díky neziskové organizaci Česká krajina dovezeni exmoorští pony a zubři evropští. Jedna ze samic zubra evropského přivedla v červnu 2023 na svět mládě samce.
Projekt návratu divokých koní a zubrů do české přírody připravila obecně prospěšná společnost Česká krajina ve spolupráci s Biologickým centrem Akademie věd ČR, Jihočeskou univerzitou, Karlovou univerzitou a Ústavem biologie obratlovců Akademie věd.

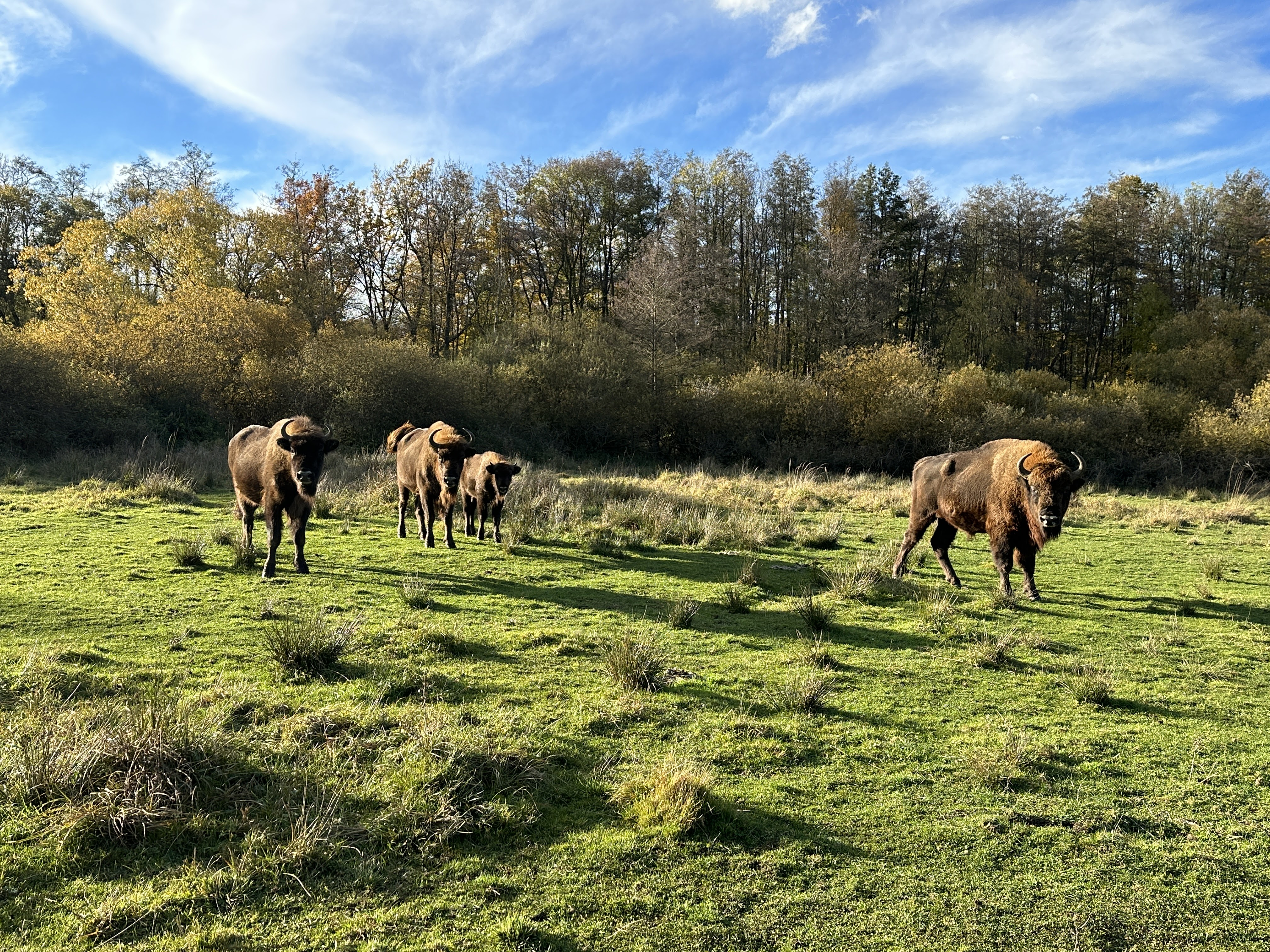
Zubří stádo – samec, dvě samice a zubří mládě

Cílem je vypuštění velkých spásačů, díky kterým dochází k potlačení invazivních druhů bylinné a dřevinné části vegetace, která se na území rezervace šíří. Konkrétně spásají invazivní a konkurenčně silné druhy bylin a dřevin, například konkurenčně schopný ostružiník maliník (Rubus idaeus), hloh obecný (Crataegus laevigata) nebo agresivní druh trávy třtinu křovištní (Calamagrostis epigejos), které do oblasti expandovaly a postupně vytlačovaly kvetoucí byliny, na jejichž výskyt jsou vázány další druhy fauny vyskytující se v oblasti.  Zároveň docházelo k zarůstání vhodného biotopu pro předmět ochrany. Zubr evropský je předmětem mezinárodní ochrany, je zařazen v Červeném seznamu IUCN. Zubr evropský i exmoorský pony mají velký význam pro fungující evropský ekosystém. Vymírání řady ohrožených druhů závislých na přirozených loukách a pastvinách je stále častěji vysvětlováno jako důsledek absence velkých kopytníků. Proto jsou tyto druhy v evropských ekosystémech častěji považovány za nezbytný prostředek k ochraně mnoha ohrožených druhů.
Jako přirození spásači byli do rezervace přivezeni i zástupci jelena evropského. 

## Přístup

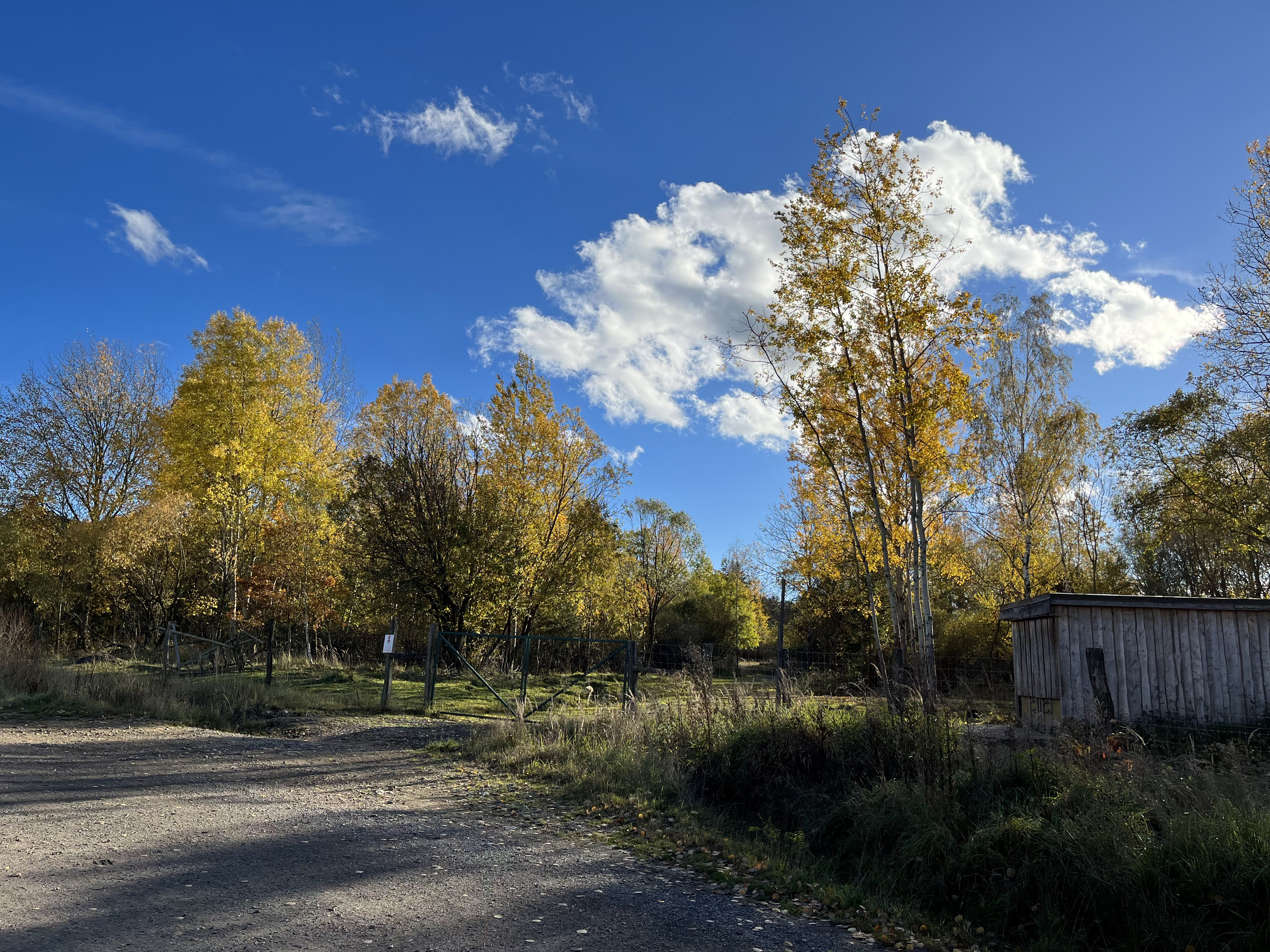
Hlavní brána

Do oblasti evropsky významné lokality je možné se dostat po silnici č. 183 vedoucí jižně z města Rokycany, odbočkou na sběrný dvůr Rumpold, kde lze zaparkovat vozidlo. Pěšky ze zastávky Rokycany předměstí, po ulici Veselská směrem k vrchu Kotel. Odbočením na druhé odbočce vpravo lze pokračovat po žluté turistické trase po severním úbočí vrchu Kotel až na veřejnou pěšinu vedoucí po obvodu celé pastevní rezervace. Celková pěší vzdálenost ze stanice Rokycany předměstí – pěšina činí 2,9 km.

## Galerie

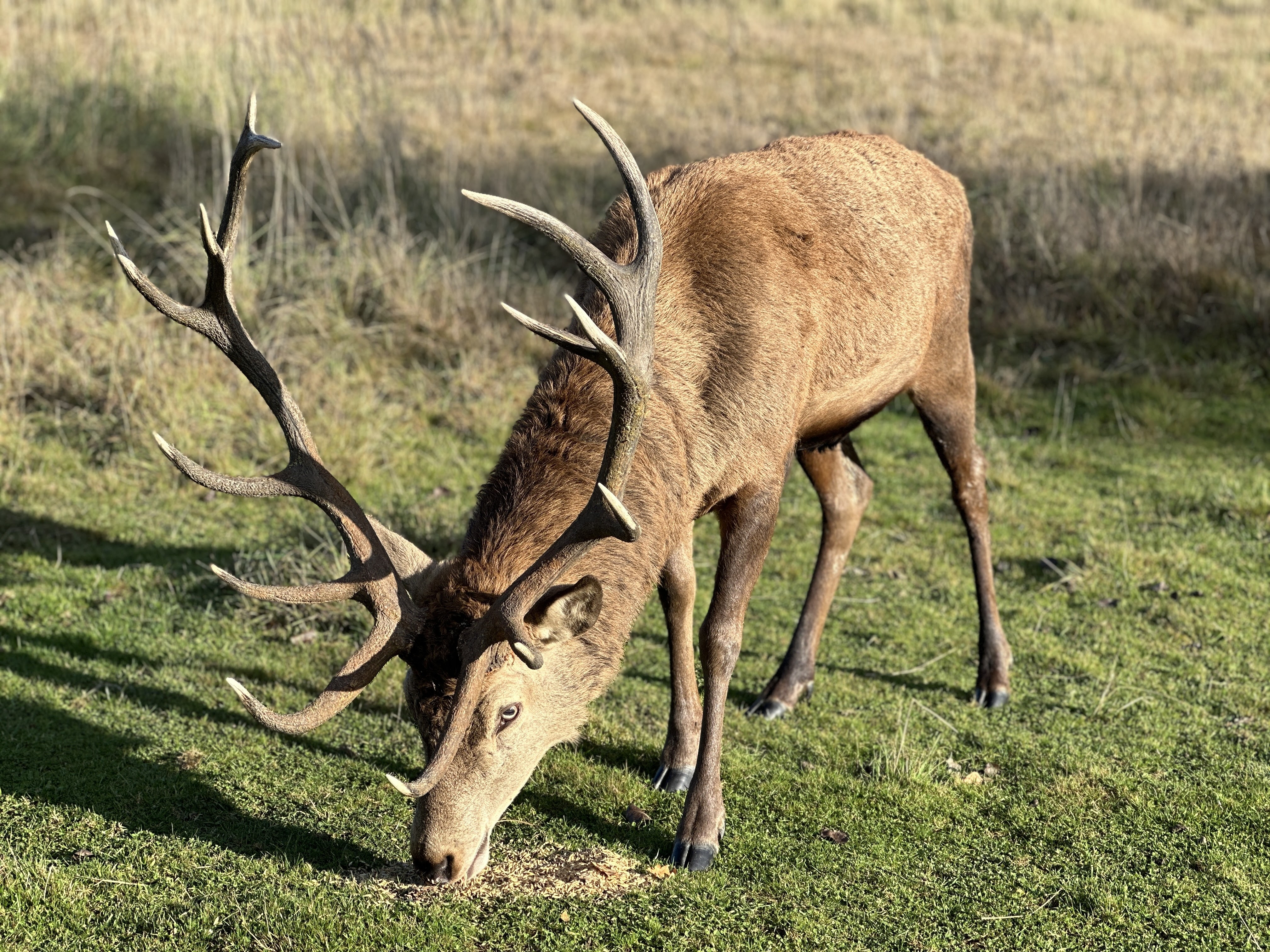
Jelen evropský
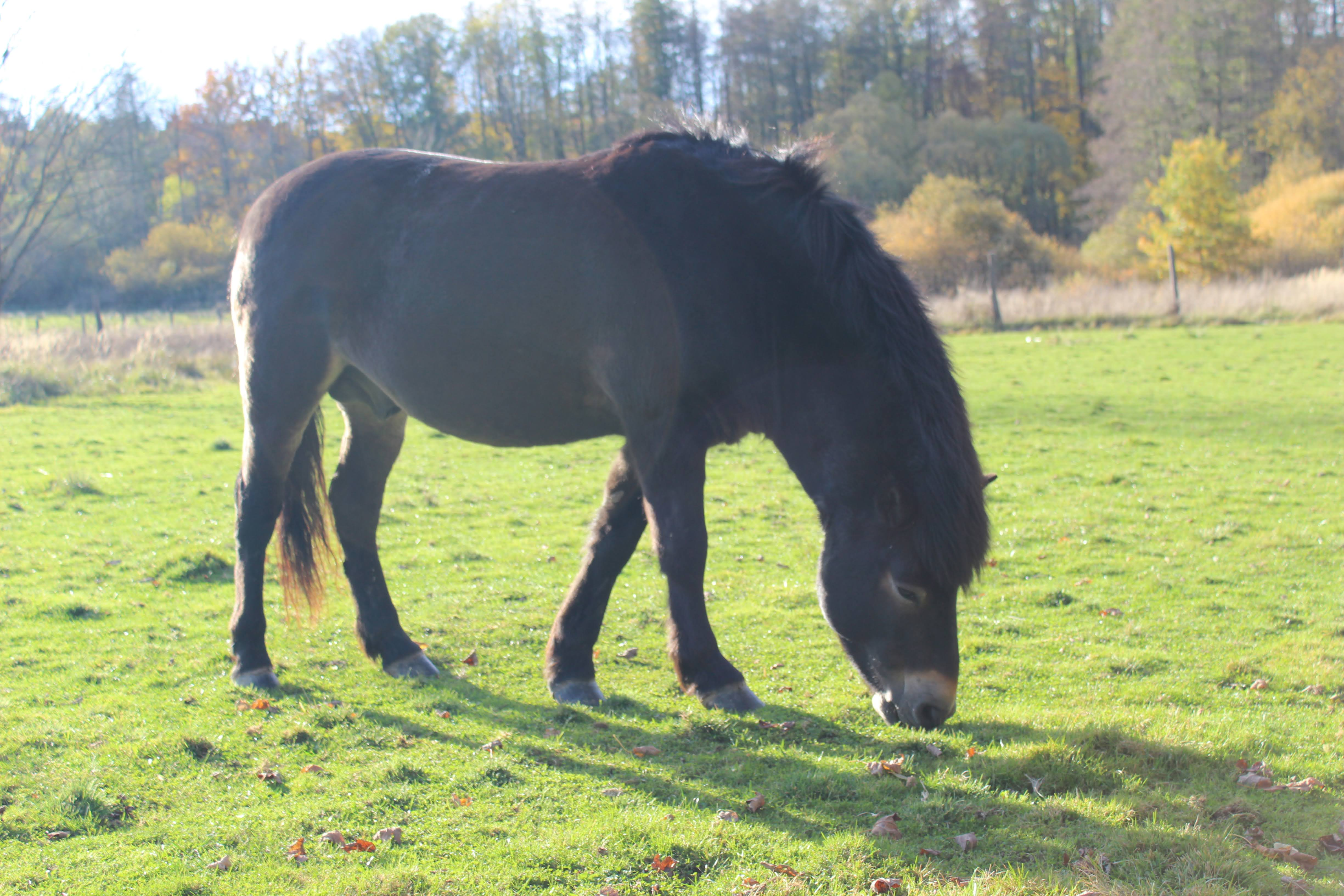
Exmoorský pony
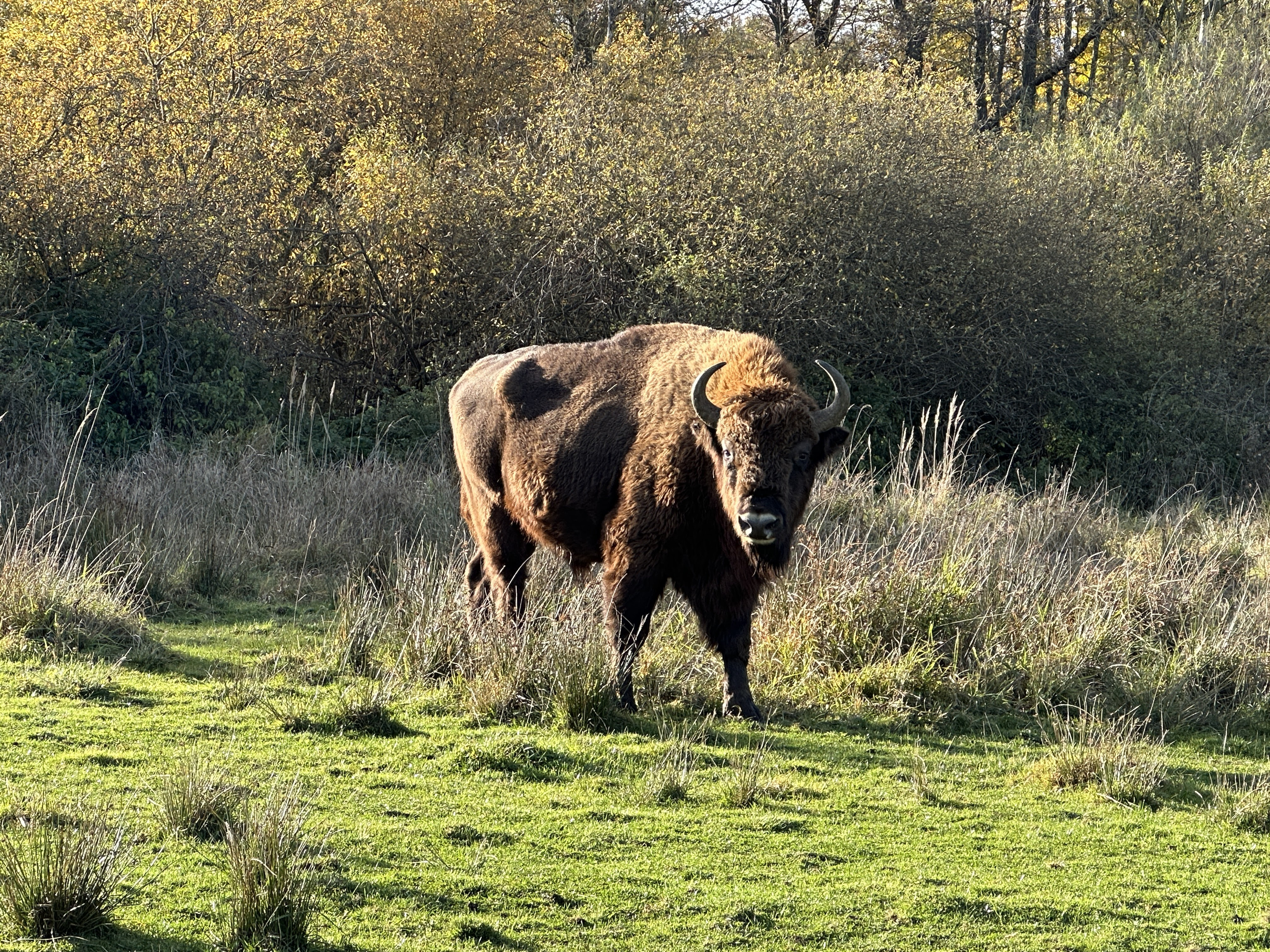
Zubr evropský
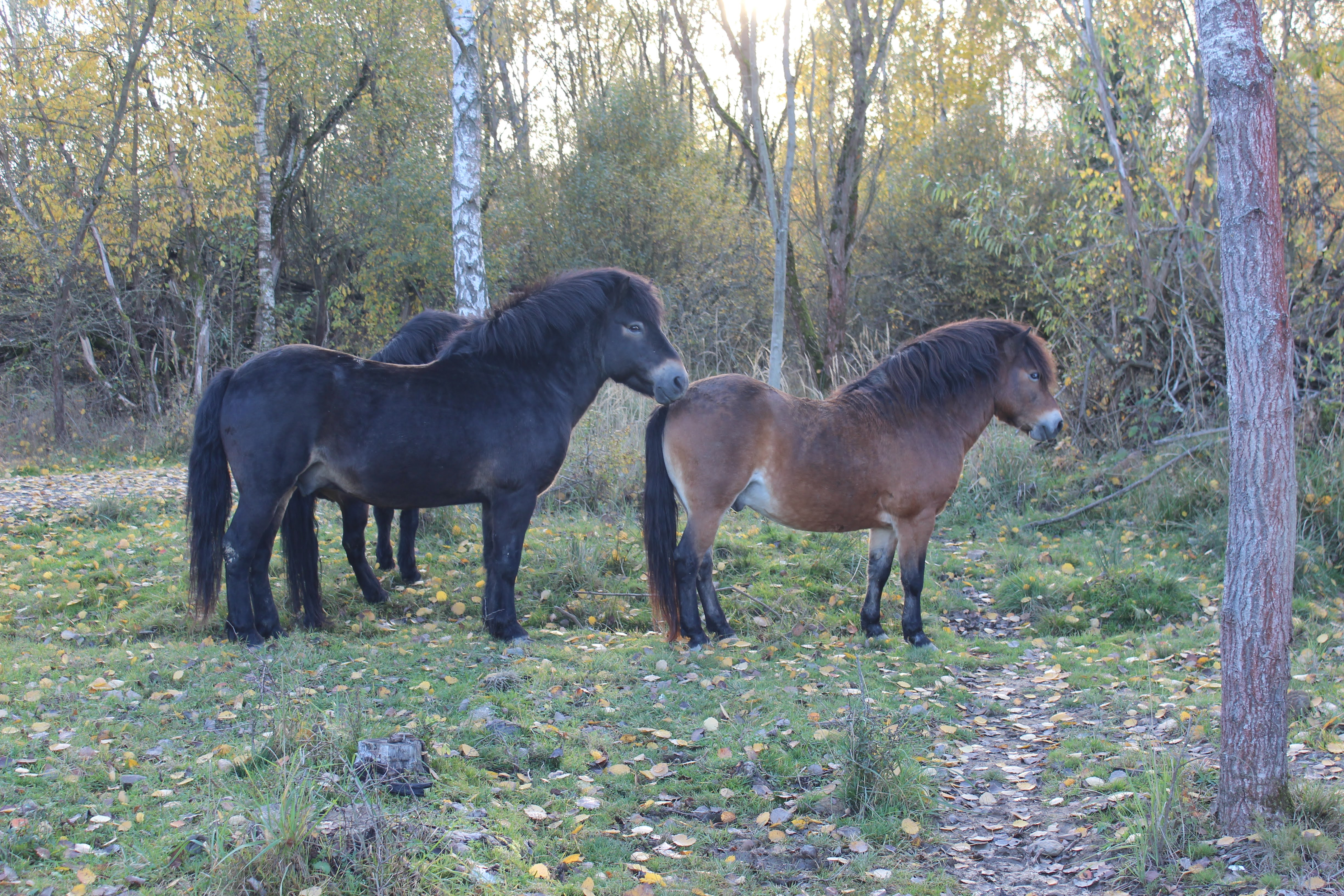
Exmoorský pony - tři hřebci
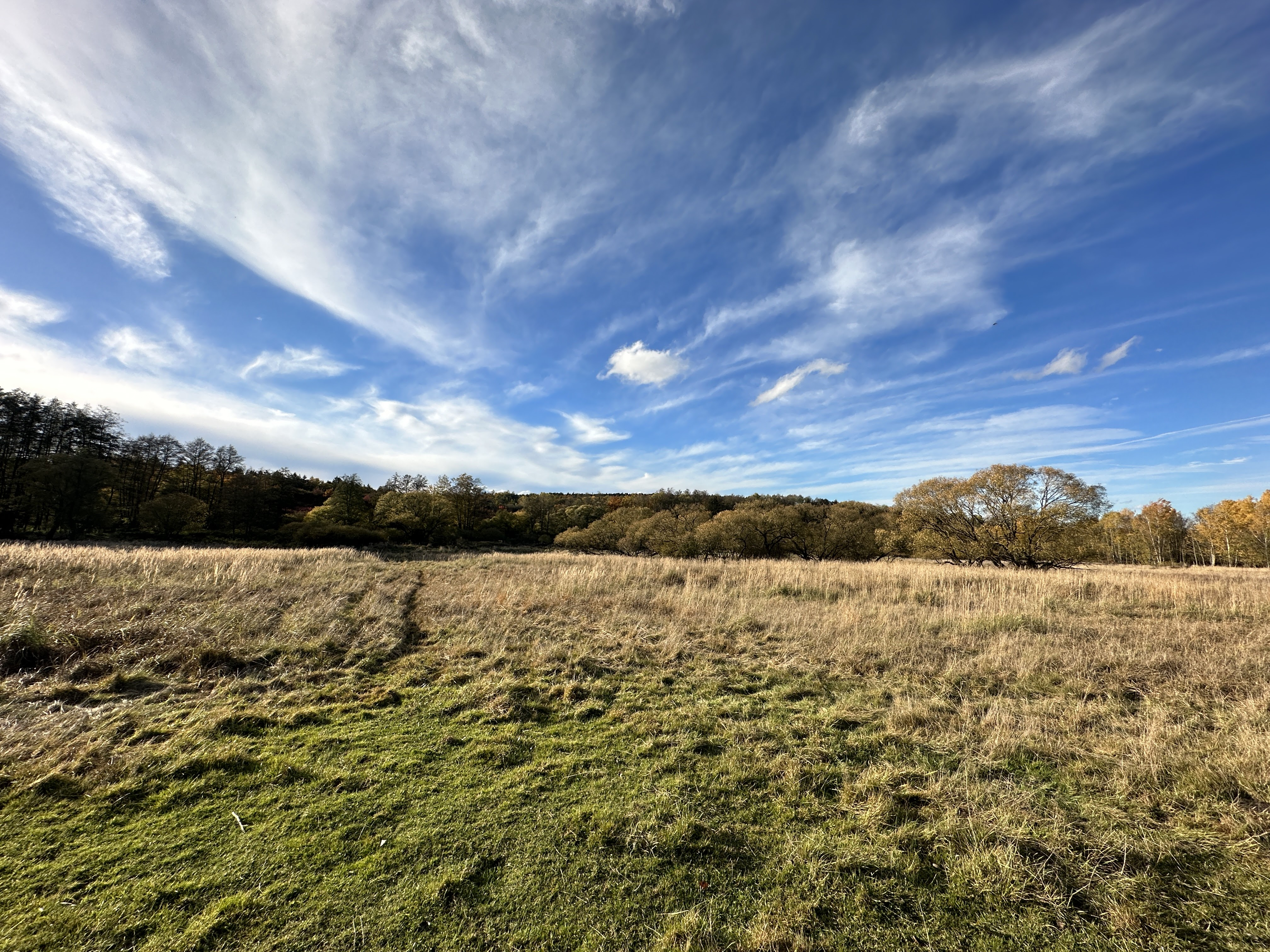
Pastva v oboře
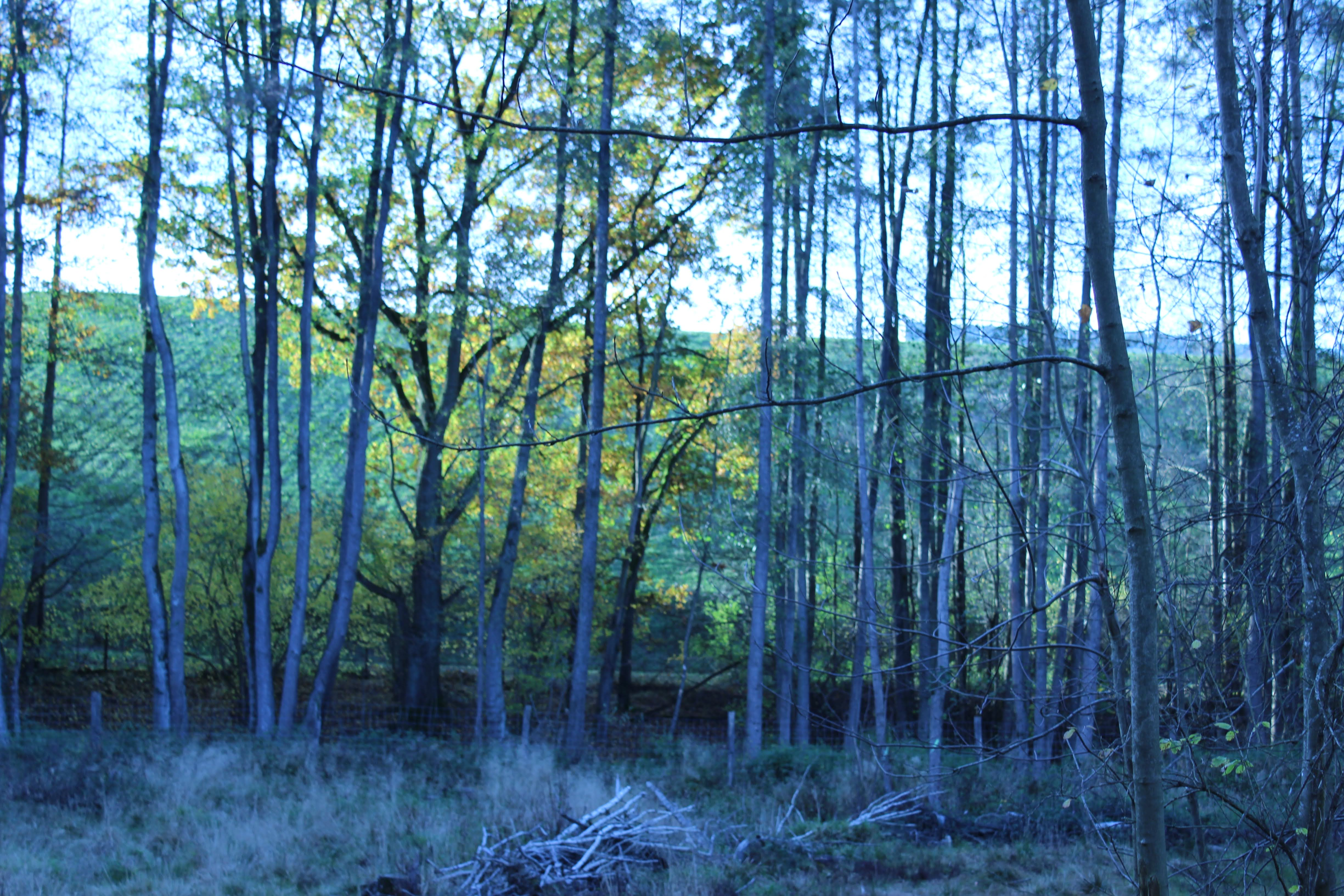
Listnatý les
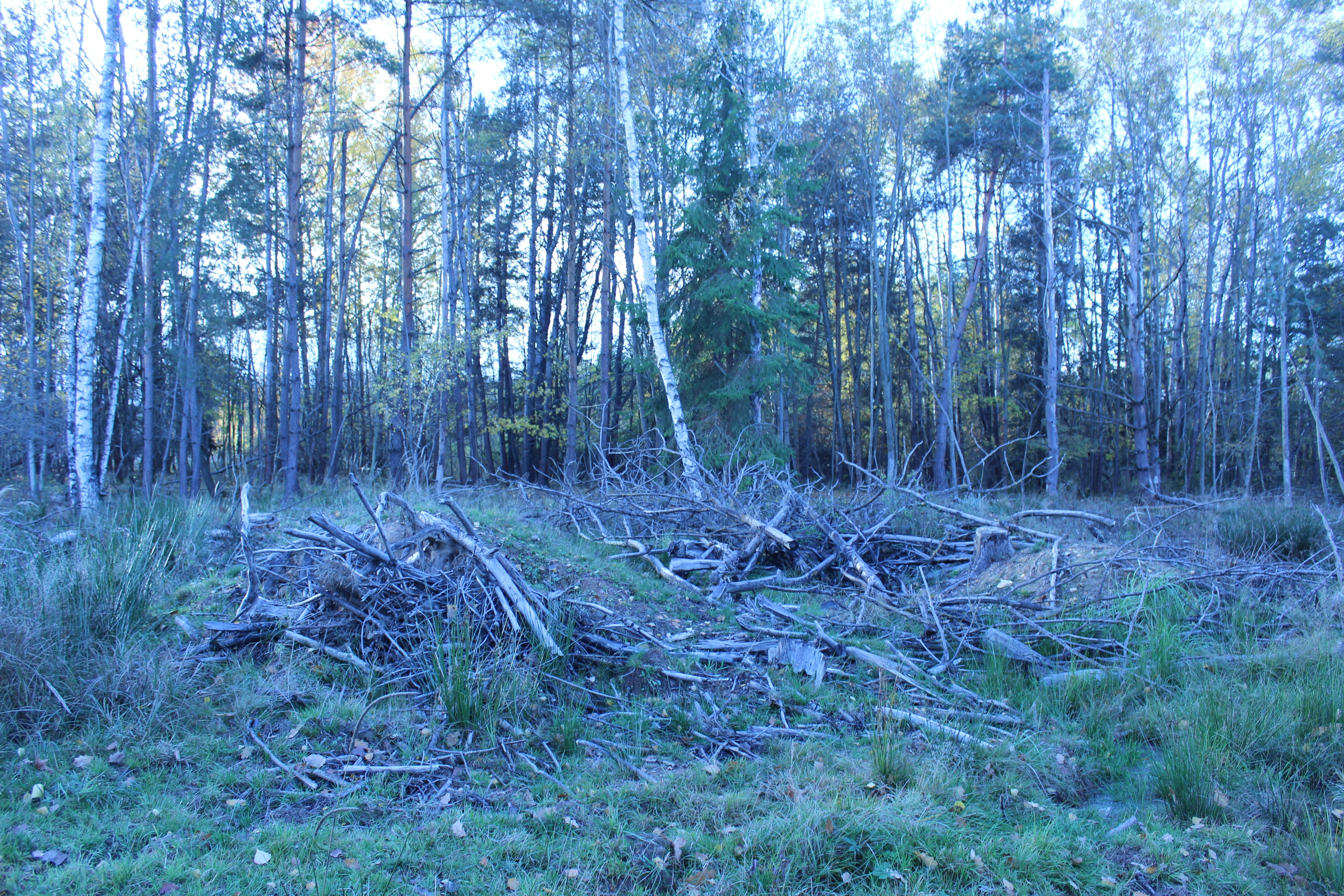
Úprava vegetace